# Dizzy Gillespie

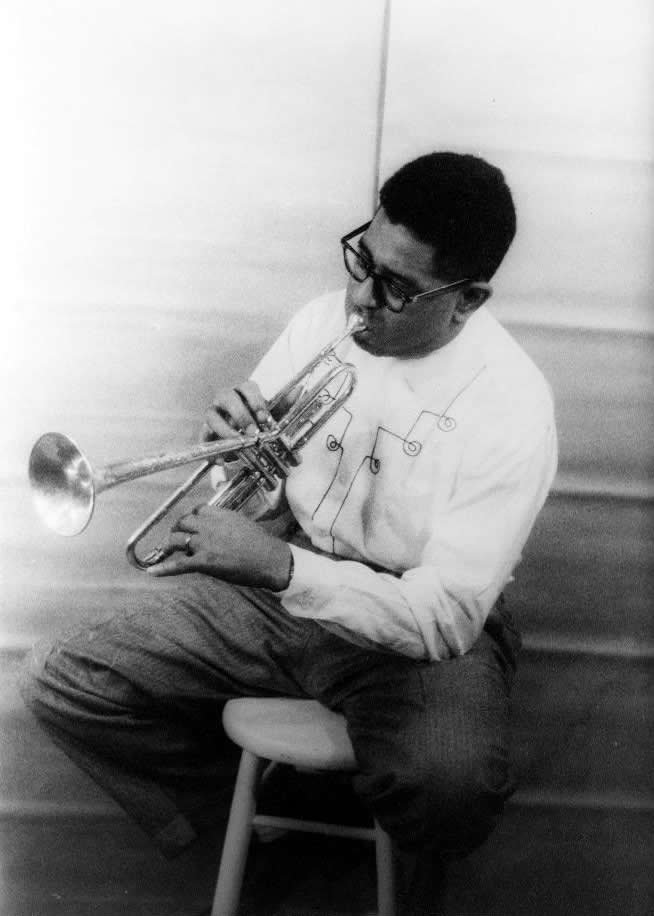
Dizzy Gillespie en 1955

John Birks Gillespie (Cheraw, Carolina del Sur; 21 de octubre de 1917-Englewood, Nueva Jersey; 6 de enero de 1993), más conocido como Dizzy Gillespie, fue un trompetista, cantante y compositor estadounidense de jazz.
Gillespie, junto con Charlie Parker, fue una de las figuras más relevantes en el desarrollo del bebop y del jazz moderno. Durante toda su vida fue un incansable experimentador de la música afroamericana, lo que le llevó a experimentar con el jazz afrocubano, colaborando con percusionistas como Chano Pozo. También experimentó en otros géneros como el calipso, la bossa nova y colaboró con músicos externos al mundo del jazz como Stevie Wonder.
Sus composiciones incluyen estándares de jazz como «Anthropology», compuesto por Gillespie y Parker, «A Night in Tunisia», «Manteca», «Groovin’ High», «Salt Peanuts», «Woody 'n' You». También, el estándar «Hot House» composición de Tadd Dameron está estrechamente asociado con Gillespie y Charlie Parker.
En sus primeros años trabajó con las big bands de Cab Calloway y Earl Fatha Hines. En 1945 colaboró con el saxofonista Charlie Parker, grabando algunos de los más revolucionarios temas de la historia del jazz. Gillespie y Parker se conocieron en Kansas City, en una habitación de hotel, y no pudieron dejar de tocar. Gillespie dijo sobre ese encuentro: «teníamos ideas gemelas y era difícil distinguir lo que provenía de mí, de lo que venía de él». En ese encuentro nacía el bebop, con recordados espectáculos en el bar Minton's.[cita requerida]
Parker y Gillespie, ambos considerados grandes genios del jazz, siguieron caminos separados: Parker fue inigualable en pequeñas formaciones, más tarde quedó marginado por su inestabilidad emocional, sufriendo una muerte prematura; Gillespie ofreció lo mejor de sí frente a grandes formaciones, convirtiéndose en una de las figuras más reconocidas del jazz. La fama de este se acrecentó con su fuerte personalidad y sus espectáculos personales entre los que se destaca su habilidad para el scat, los instrumentos de percusión centroamericanos y sus apariciones entre las que se destaca su postulación a la presidencia de los Estados Unidos en 1964.
Fue uno de los primeros jazzistas afroestadounidenses en integrarse en 1947 en el jazz afrocubano creado por Mario Bauzá, en la orquesta de Machito en 1943. Fusionó todo tipo de músicas, pero especialmente las de raíces africanas. Visitó con su música numerosos países y apadrinó a músicos de muy diversas nacionalidades que en varios casos llegaron a adquirir renombre.

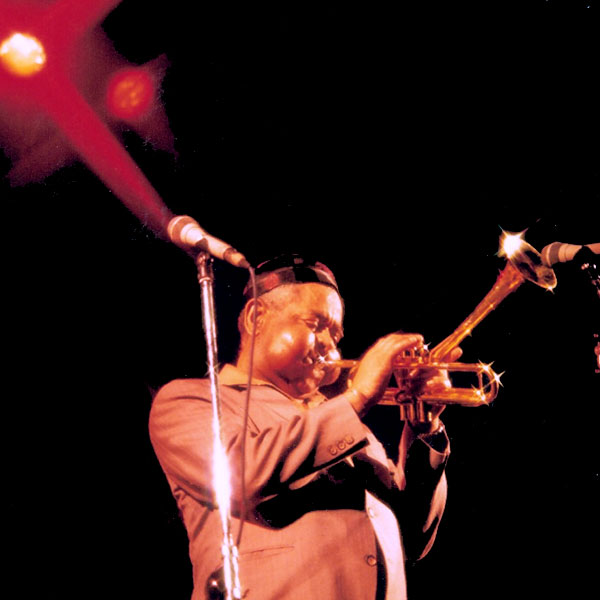
Dizzy Gillespie en 1988.

Su sello identificativo como trompetista fueron sus sorprendentes mofletes y su trompeta torcida, de esto último escribiría: «Lo cierto es que la forma de mi trompeta fue un accidente. [...] Me dejé la trompeta en un soporte para trompetas y alguien le dio una patada, y en lugar de caerse, la trompeta se dobló».
Tras esto, comenzó a usar trompetas fabricadas especialmente para él con la campana saliendo a 45° del cuerpo del instrumento. En 1986, donó una de ellas, una Silver Flair de la marca King, al National Museum of American History.

## Conversión
Impactado por la muerte de Martin Luther King en 1968, se convirtió al bahaismo ese mismo año.
Desde entonces, Gillespie habló frecuentemente sobre el bahaismo en sus viajes al extranjero.

## Discografía
- 1937-55: The Complete RCA Víctor Recordings.
- 1941: The Immortal Charlie Christian (con Christian y Thelonious Monk)
- 1950: Bird & Diz
- 1952: Dee Gee Days - The Savoy Sessions
- 1953: Jazz at Massey Hall
- 1953: Diz & Getz (con Stan Getz, Oscar Peterson, Ray Brown, Max Roach, Herb Ellis)
- 1954: Afro
- 1956: Modern Jazz Sextet
- 1957: Sittin' In (con Stan Getz, Coleman Hawkins)
- 1957: Dizzy Gillespie at Newport
- 1957: Sonny Side Up (con Sonny Rollins, Sonny Stitt)
- 1958: Have Trumpet, Will Excite!
- 1958: The Ebullient Mr. Gillespie
- 1960: A Portrait of Duke Ellington
- 1961: An Electrifying Evening with the Dizzy Gillespie Quintet
- 1962: Dizzy on the French Riviera (Philips Récords)
- 1963: New Wave (Philips Records) (con Lalo Schifrin, Bola Sete)
- 1963: Dizzy Gillespie and the Double Six of Paris
- 1964: Jambo Caribe (con James Moody, Kenny Barron)
- 1967: Swing Low, Sweet Cadillac
- 1968: Reunion Big Band in Berlin (MPS Records)
- 1969: Strictly Bebop (con Babs Gonzalez, Tad Dameron, Sonny Rollins, Miles Davis, John Coltrane), rec. 1949 EMI Capitol
- 1971: Dizzy Gillespie and the Mitchell Ruff Duo In Concert (Mainstream Records)
- 1974: Oscar Peterson and Dizzy Gillespie
- 1975: Afro-Cuban Jazz Moods (con Machito, Chico O'Farrill, Mario Bauza)
- 1975: Jazz Maturity... Where It's Coming From
- 1975: Oscar Peterson and The Trumpet Kings - Jousts
- 1976: Dizzy's Party
- 1977: The Gifted Ones (con Count Basie)
- 1981: Digital at Montreux, 1980 (con Toots Thielemans, Bernard Purdie)
- 1985: New Faces (con Robert Ameen, Branford Marsalis, Kenny Kirkland, Lonnie Plaxico, Charlie Christian)
- 1988: Oop Pop a Da (con Moe Koffman)
- 1989: Live at the Royal Festival Hall London July 10, 1989
- 1989: The Symphony Sessions (con Ron Holloway, Ed Cherry, John Lee, Ignacio Berroa) rec. August 25, 1989 ProJazz
- 1990: The Winter in Lisbon
- 1990: Rhythmstick (CTI Records)
- 1990: Live! at Blues Alley (con Ron Holloway, Ed Cherry, John Lee, Ignacio Berroa) rec. October 30, 1991 Blues Alley Music Society
- 1992: Groovin' High
- 1992: To Bird With Love
- 1992: To Diz With Love
- 1995: Paris v.2 Vogue RCA 1995

## Filmografía
- 1983 Jazz in America (Embassy)
- 1986 In Redondo Beach/Jazz In America (Embassy)
- 1991 Dizzy Gillespie: A Night In Tunisia (VIEW)
- 1993 Live in London (Kultur Video)
- 1998 Dizzy Gillespie & Charles Mingus (Vidjazz)
- 1998 Dizzy Gillespie: Ages (Vidjazz)
- 1999 Jazz Casual: Dizzy Gillespie (Rhino)
- 2001 Jivin'in Be-Bop (Jazz Classic Video)
- 2001 Dizzy Gillespie: A Night in Chicago (VIEW)[31]
- 2001 Live at the Royal Festival Hall 1987 (Pioneer)
- 2002 Live in Montreal (Image)
- 2003 20th Century Jazz Masters
- 2003 Swing Era (with Mel Torme) (Idem)
- 2005 Norman Granz Jazz in Montreux: Presents Dizzy Gillespie Sextet '77 (Eagle Vision USA)
- 2005 Summer Jazz Live at New Jersey 1987 (FS World Jazz / Alpha Centauri Entertainment)
- 2005 A Night in Havana: Dizzy Gillespie in Cuba (New Video Group)
- 2006 Jazz Icons: Live in '58 & '70 (Universal)
- 2008 London Concerts 1965 & 1966 (Impro-Jazz Spain)